# Silencio en la tierra de los sueños
Silencio en la tierra de los sueños es una película ecuatoriana dirigida por Tito Molina y estrenada en 2013. Fue grabada con un presupuesto de $200.000 dólares en las provincias ecuatorianas de Manabí y Santa Elena, como una colaboración entre la productora quiteña La Facultad y la alemana Weydemann Bros. A finales de 2014 fue escogida por las asociaciones cinematográficas ecuatorianas para representar al país en la preselección de los Premios Óscar, para la categoría de Mejor película extranjera. Ganó el premio de mejor película ecuatoriana en el Festival Latinoamericano de Cine de Quito en 2015.[cita requerida]

## Sinopsis
La película narra la historia de una mujer anciana que pierde a su esposo y queda sumida en la soledad, sólo atreviéndose a ver más allá de sus rutinas y su religiosidad cuando sueña con un mundo onírico en una playa. Un día un perro callejero llega a su puerta y las cosas cambian para ella.

## Reparto
- Bertha Naranjo, como la mujer.
- Ney Moreira, Martín Rodríguez y Yeliber Mero, como los músicos.

## Estreno
La película tuvo su primera presentación a finales de 2013, en el Festival de Cine de Turín, Italia. En el 2014 recorrió varios festivales de cine, entre los que se cuentan el Festival Internacional de Cine de Guadalajara, donde obtuvo una mención de honor, el Festival Internacional de Cine de Barranquilla, el Buenos Aires Festival Internacional de Cine Independiente y el Filmfest de Hamburgo. Su estreno en Ecuador se dio en mayo de 2014, durante el festival de cine EDOC. Se estrenó en las salas de cine del país el 23 de septiembre del mismo año.